# Sven Kivisildnik

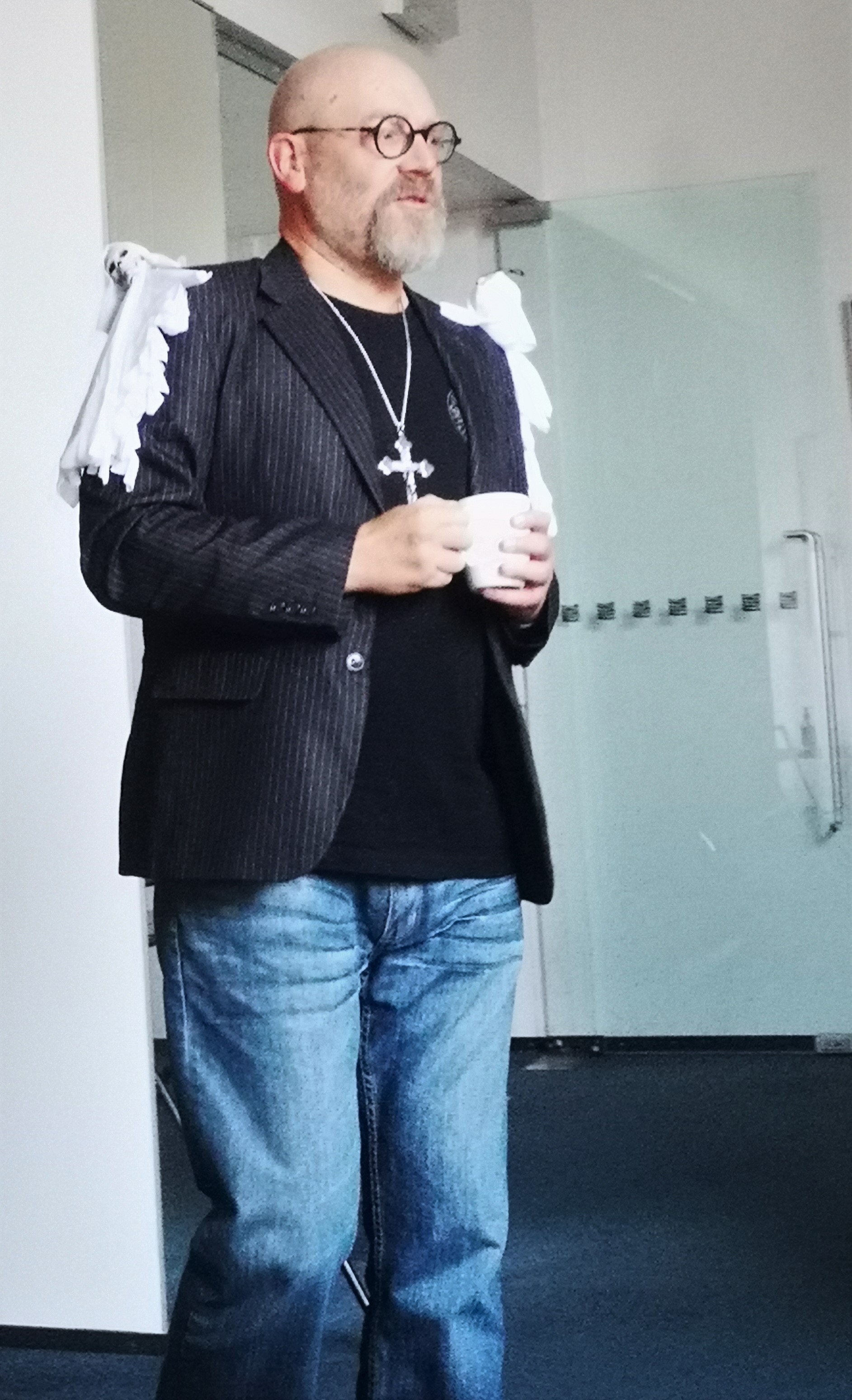
2021

Sven Kivisildnik (bürgerlicher Name: Sven Sildnik, * 3. Januar 1964 in Rakvere) ist ein estnischer Schriftsteller und Publizist.

## Leben und Werk
Sven Kivisildnik gehörte der Literatengruppe Hirohall an und ist Sänger der Musikgruppe Whaw! Zaiks. In seinen Werken setzt er sich scharfzüngig mit der sozialen und politischen Lage Estlands auseinander und scheut nicht vor Provokationen zurück. 1990 stattete er eine Mitgliederliste des Estnischen Schriftstellerverbandes mit ehrenrührigen Kommentaren aus und bot sie mehreren Verlagen bzw. Zeitschriften zur Publikation an. Da niemand sie veröffentlichen wollte, publizierte er sie 1996 im Netz, was zeitweise für viel Empörung sorgte und auch juristische Folgen hatte. Er ist einer der bissigsten Beobachter und Kritiker der modernen estnischen Gesellschaft. Er lebt derzeit in Pärnu.

## Bibliografie (Auswahl)
- Märg Viktor (1989)
- Dawa vita (1991)
- Eesti Nõukogude Kirjanike Liit 1981. aasta seisuga, olulist (1990)
- Nagu härjale punane kärbseseen (1996)
- Loomade peal katsetatud inimene (1997)
- Kutse (1997)
- Päike, mida sa õhtul teed (2003)
- Rahvuseepos Kalevipoeg ehk Armastus (2003)
- Null tolerants (2004)
- Otsin naist (2004)
- Tali valla ametlik ajalugu (2005)
- Vägistatud jäämägi (2006)
- Torti ja aborti (2007)
- Liivlased ja saurused. Valuraamatu I köide. (2011)
- Soari evangeelium. Valuraamatu II köide. (2012)
- Inimsööja taksojuht. Valuraamatu III köide. (2013)
- Õpetaja ütles. Luuleõpik. (2013)
- Tunnete sümfoonia ehk Kerjused liftides (2014)
- See õige luuleõpik (2015)
- Ma olen siga (2018)